# امودرا
امودرا (به انگلیسی: Amodra) یک منطقهٔ مسکونی در هند است که در گجرات واقع شده‌است.